# Unterneukirchen
Unterneukirchen – miejscowość i gmina w Niemczech, w kraju związkowym Bawaria, w rejencji Górna Bawaria, w regionie Südostoberbayern, w powiecie Altötting, siedziba wspólnoty administracyjnej Unterneukirchen. Leży około 9 km na południowy zachód od Altötting, nad rzeką Alz, przy drodze B299.

## Polityka
Wójtem gminy jest Georg Heindl, rada gminy składa się z 14 osób.
|      | CSU/Bürgerliste | SPD | FW | Razem |
| 2008 | 9               | 2   | 3  | 14    |
| 2002 | 9               | 2   | 3  | 14    |